# Bayencourt
Bayencourt é uma comuna francesa na região administrativa de Altos da França, no departamento de Somme. Estende-se por uma área de 1,84 km². Em 2010 a comuna tinha 81 habitantes (densidade: 44 hab./km²).